# Родные поля (компания)
«Родные поля» (до 2024 года — ТД «Риф») — российская компания, занимающаяся оптовой торговлей зерном и другой сельскохозяйственной продукцией. Один из крупнейших зерновых экспортёров России. 
Компания закупает в России сельскохозяйственную продукцию (пшеница, кукуруза и т. д.) и продаёт как внутри страны, так и за рубежом.

## История
Торговый дом «Риф» создан в 2010 году. Как отмечал источник «Ведомостей» в 2015 году, компании основателя «Рифа» Петра Ходыкина около 10 лет активно работали с зерном. Ходыкин объяснял, что в 2004—2005 годах с партнёрами построил портовый элеватор «Промэкспедиция» в Азове для компании Trans Oil (с мощностью 30 000 т единовременного хранения зерна). Однако сделка с ней сорвалась, продать не удалось. Тогда же было создано несколько торговых компаний, которые покупали и затем экспортировали зерно. В 2010 году структуры объединены.
Некоторые участники рынка считали, что у «Рифа» есть значительный административный ресурс, так как многие организации, связанные с Ходыкиным, ранее принадлежали его жене Оксане Вертий. Её отец в 90-е годы возглавлял ростовскую милицию и позже был депутатом местного горсовета.
В сельскохозяйственном сезоне 2013/14 «Риф» резко нарастил экспортные поставки до 1,79 млн тонн, войдя в десятку крупнейших экспортёров России. В сезоне 2014/15 «Риф» и «Международная зерновая компания» поставили примерно по 2,5 млн. т каждая, поделив первое место. Как писал журнал «Эксперт Юг», компания делала упор на отгрузку зерна по «малой воде», использовала как свой реконструированный терминал в порту Азов с увеличенной мощностью 105 тысяч тонн, так и терминалы других компаний, в том числе в Новороссийске. Малые суда из Азова шли до порта Керчи и порта Кавказ, где уже переправляли грузы на большие суда.
Вплоть до 2024 года «Риф» сохранял позиции, по итогам 2023 года был на 2-м месте среди экспортёров зерна. В 2021 году — на 88-м месте в рейтинге самых крупных частных компаний России по версии российского Форбс. В начале 2022 года компания переоформлена с офшора из ОАЭ на российского владельца. Основатель компании Пётр Ходыкин в 2023 году занимал третье место в рейтинге российского Форбс по личному доходу, уплатил в бюджет около 3 млрд рублей по НДФЛ. В 2023 году в «Рифе» говорили о расширении географии поставок в Китай, Индонезию и Малайзию, в феврале 2024 года — о планах по расширению бизнеса в сферу производства сельхозпродукции, в том числе о строительстве завода по переработке. В апреле 2024 года переименована в «Родные поля».
Весной 2024 года Россельхознадзор стал задерживать или отказывать «Рифу» в выдаче фитосанитарных сертификатов. В итоге уже загруженные суда остались в портах. Территориальные управления Россельхознадзора в 2023—2024 годах направили в компанию и её контрагентам многочисленные уведомления, однако, по данным ведомства, нарушения не были устранены. Компания отвергала наличие нарушений, сообщала о более 30 млн долларов убытков и связывала происходящее с давлением конкурентов.
В декабре 2024 года Генеральная прокуратура России обратилась в Арбитражный суд Ростовской области с иском, где потребовала взыскать в доход РФ 100 % долей «Родных полей». По мнению надзорного ведомства, нарушен закон «О порядке осуществления иностранных инвестиций»: гражданин государства Сент-Китс и Невис и резидент ОАЭ Пётр Ходыкин контролирует стратегическое предприятие. Прокуратура сочла, что у компании более 20 % на рынке перевалки зерна в порту Азов, и потому она занимает доминирующее положение. А с 2008 по 2023 год инвесторы «Промэкспедиция» и «Родные поля» не подавали обращений в антимонопольную службу и не получали разрешений на сделки от специальной правительственной комиссии.
31 января 2025 года иск удовлетворён, дело шло в закрытом режиме. Решение обращено к немедленному исполнению, активы компании были арестованы ещё в декабре 2024. Владелец «Родных полей» Пётр Ходыкин сказал, что обжалует решение суда и считает, что у прокуратуры нет доказательств стратегической значимости компании, нарушения интересов государства или контроля иностранного капитала. Юрист АБ «Качкин и Партнеры» Юлия Загинайко высказала мнение, что удовлетворение иска «может привести к серьезному пересмотру правил игры для компаний с иностранным участием. Это коснется и компаний, чьими бенефициарами выступают лица с двойным гражданством или иностранным видом на жительство, в стратегических отраслях, расширению практики национализации активов».
В мае 2025 года компания перешла под управление Россельхозбанка.
По данным СМИ на начало 2025 года, в активы «Родных полей» входили грузовой терминал в порту Азов, собственный флот из 11 морских судов, железнодорожный подвижной состав и также более 200 объектов сопутствующей инфраструктуры. По итогам 2023 года валовая прибыль — 101 млрд, выручка — 299 млрд руб., на 31 декабря 2023 года совокупные активы оценивались в 58 млрд руб.